# Capitoli di Kuroko's Basket

Copertina del primo volume dell'edizione italiana

Questa è la lista dei capitoli di Kuroko's Basket, manga scritto ed illustrato da Tadatoshi Fujimaki e serializzato sulla rivista Weekly Shōnen Jump a partire da dicembre 2008. I capitoli sono stati poi raccolti in volumi tankōbon dalla Shūeisha, che ne ha pubblicato il primo il 3 aprile 2009. In Italia il manga è pubblicato dalla Star Comics dal 1º febbraio 2013. I titoli dei capitoli sono presi da una frase pronunciata dai personaggi all'interno del capitolo stesso.

## Kuroko's Basket

### Volumi 1-10
| Nº | Titolo italiano Giapponese 「Kanji」 - Rōmaji | Data di prima pubblicazione             | Data di prima pubblicazione             |
| Nº | Titolo italiano Giapponese 「Kanji」 - Rōmaji | Giapponese                              | Italiano                                |
| 1  | Kuroko sono io 「黒子はボクです」 - Kuroko wa boku desu | 3 aprile 2009 ISBN 978-4-08-874694-4    | 1º febbraio 2013 ISBN 978-88-6420-546-5 |
| 1  | Capitoli - 1. Kuroko sono io (黒子はボクです?, Kuroko wa boku desu) - 2. Lunedì mattina alle 8:40 sul terrazzo della scuola! (月曜朝8:40の屋上ね！?, Getsuyou asa hachiji yonjuupun no okujou ne!) - 3. Sono serio (本気です?, Honki desu) - 4. Probabilmente non arrivano neppure alla decenza (まともじゃないかもしんないスね?, Matomo janai kamo shinnaisu ne) - 5. Non è solo bella apperenza (伊達じゃないですよ?, Date janai desu yo) - 6. Va benissimo non riuscire a vincere (勝てねェぐらいがちょうどいい?, Katenee gurai ga choudo ii) - 7. Conto su di voi per il contrattacco! (逆襲よろしく！?, Gyakushū yoroshiku!)                                                          |                                         |                                         |
| 2  | Il tuo basket 「おまえのバスケ」 - Omae no Basuke | 3 luglio 2009 ISBN 978-4-08-874704-0    | 2 aprile 2013 ISBN 978-88-6420-547-2    |
| 2  | Capitoli - 8. Vado e torno (行ってきます?, Itte kimasu) - 9. Ho fatto una promessa (約束しました?, Yakusoku shimashita) - 10. "Da il massimo e poi affidati alla sorte" (「人事を尽くして天命を待つ」?, Jinji o tsukushite tenmei o matsu) - 11. Il tuo basket (おまえのバスケ?, Omae no Basuke) - 12. Andate a comprarmelo (買ってきて♡?, Katte kite) - 13. Andiamo! (行くぞ!!?, Ikuzo!!) - 14. Ti do due avvertimenti (２つ言っておくぜ?, Futatsu itte okuze) - 15. Di gran lunga più forti! (断然強ーわ!!?, Danzen tsuee wa!!) - 16. Potremo vedere cose incredibili (すごいもん見れるわよ?, Sugoi mon mireru wayo)                                                                     |                                         |                                         |
| 3  | Per vincere 「勝つために」 - Katsu tame ni | 4 settembre 2009 ISBN 978-4-08-874731-6 | 3 giugno 2013 ISBN 978-88-6420-548-9    |
| 3  | Capitoli - 17. Non sentite bruciare dentro? (燃えません？?, Moemasen?) - 18. Proviamo a dare un'occhiata (ちょっと見せてもらおうぜ?, Chotto misete moraouze) - 19. Sono ancora più convinto (改めて思いました?, Aratamete omoi mashita) - 20. Non c'e problema (大丈夫です?, Daijoubu desu) - 21. L'abbiamo superato (乗り越えたし?, Norikoetashi) - 22. Non preoccupatevi (心配すんな?, Shinpai sunna) - 23. Per vincere (勝つために?, Katsu tame ni) - 24. L'abbiamo fuso (オシャカにしたんで?, Oshaka ni shitande) - 25. Chissà... (さぁ…?, Saa...) |                                         |                                         |
| 4  | Cosa è la "Vittoria"? 「「勝利」ってなんですか」 - "Shōri" tte nandesuka | 4 novembre 2009 ISBN 978-4-08-874754-5  | 1º agosto 2013 ISBN 978-88-6420-596-0   |
| 4  | Capitoli - 26. Sarebbe un problema (困ります?, Komari masu) - 27. È un veterano (百戦錬磨だ?, Hyakusenrenma da) - 28. Scusa (すまないな?, Sumanai na) - 29. Non è solo questo (そんなもんじゃねえだろ?, Sonna mon ja nē daro) - 30. Sono del Leone (獅子座だよ?, Shishiza dayo) - 31. Vincerò!! (勝つんだ!!?, Katsunda!!) - 32. Cos'è la "Vittoria?" (「勝利」ってなんですか?, "Shōri" tte nandesuka) - 33. Carica! (行くぜ!!?, Ikuze!!) - 34. Questo è quello che volevo (それが人事を尽くすということだ?, Sore ga jinji o tsukusu to iukoto da) |                                         |                                         |
| 5  | Ho creduto in te 「信じてました」 - Shinjitemashita | 4 gennaio 2010 ISBN 978-4-08-874789-7   | 3 ottobre 2013 ISBN 978-88-6420-719-3   |
| 5  | Capitoli - 35. Ho creduto in te (信じてました?, Shinjite mashita) - 36. Affrontiamoci di nuovo (また...やりましょう?, Mata...yarimashō) - 37. Gli idioti non vincono (バカじゃ勝てないのよ！?, Baka ja katenai no yo!) - 38. Volevo venire (来ちゃいました?, Kichai mashita) - 39. Sono simili (そっくりだね?, Sokkuri da ne) - 40. Non farmi ridere (笑わせんなよ?, Warawasenna yo) - 41. Vuoi dire, le scarpe? (お茶です?, Ocha desu) - 42. Questo è solo l'inizio (前座や?, Zenza ya) - 43. Potevo arrivarci (とれました?, Toremashita) |                                         |                                         |
| 6  | Mai! 「嫌だ!!」 - Iyada!! | 2 aprile 2010 ISBN 978-4-08-870024-3    | 4 dicembre 2013 ISBN 978-88-6420-804-6  |
| 6  | Capitoli - 44. Non funzionerà! (そんなタマではないだろう?, Sonna tama de wa nai darō) - 45. Faccia a faccia (やろーか?, Yarō ka) - 46. Niente male, eh? (いーじゃねーか?, Ii ja nēka) - 47. Contiamo su di te (まかせとけ?, Makasetoke) - 48. Tutto questo è pazzesco (ふざけた奴ばっかりだ?, Fuzaketa yatsu bakkari da) - 49. Affrontiamoci (決着つけようぜ?, Kecchaku tsukeyō ze) - 50. Il tuo basket (おまえのバスケ?, Omae no Basuke) - 51. Mai! (嫌だ!!?, Iyada!!) - 52. Una nuova sfida (新しい挑戦へ?, Atarashii chōsen e) |                                         |                                         |
| 7  | Si comincia! 「始めるわよ」 - Hajimeru wayo | 4 giugno 2010 ISBN 978-4-08-870050-2    | 3 febbraio 2014 ISBN 978-88-6420-875-6  |
| 7  | Capitoli - 53. Scusa, tu chi sei? (どちら様ですか?, Dochira-sama desu ka) - 54. È per questo che non lo sopporto (だからアイツはヤなんだ?, Dakara aitsu wa yananda) - 55. Sono queste le mie reali capacità (これが実力だ?, Kore ga jitsuryoku da) - 56. Abbandonare (捨てることだ?, Suteru koto da) - 57. Non devi dire "voglio diventare" (なりたいじゃねーよ?, Naritai ja nēyo) - 58. Lasciate fare a me! (まかせて！?, Makasete!) - 59. Si comincia! (始めるわよ?, Hajimeru wa yo) - 60. Non farmi ridere! (笑わせるな?, Warawaseru na) - 61. Prova a saltare (跳んでみて?, Tonde mite)                                                                                                |                                         |                                         |
| 8  | So cosa devo fare! 「やることは決まった!!」 - Yaru koto wa kimatta!! | 4 agosto 2010 ISBN 978-4-08-870089-2    | 2 aprile 2014 ISBN 978-88-6420-929-6    |
| 8  | Capitoli - 62. So cosa devo fare! (やることは決まった!!?, Yaru koto wa kimatta!!) - 62,5. Capitolo speciale - Palla a 2 (-Tip off-?, Tippu ofu) - 63. Vincerò, a qualsiasi costo (死んでも勝つっスけど?, Shindemo katsussu kedo) - 64. Non maturo (大人じゃねーよ!?, Otona ja nēyo!) - 65. A chi stai pensando? (誰だと思ってんスか?, Dare da to omottensuka) - 66. Un avvertimento (一つ忠告しとくわ?, Hitotsu chuukoku shitoku wa) - 67. Smetto (やめる?, Yameru) - 68. Penso che... (おかしくないと思います?, Okashikunai to omoimasu) - 69. Cosa succederebbe? (どうなるんスかね?, Dōnarunsuka ne) - 70. Non sottovalutarmi! (カン違いしてんじゃねーよ！?, Kanchigai shiten ja nē yo!) |                                         |                                         |
| 9  | ...Alla Winter Cup! 「ウインターカップで」 - Uintaa Kappu de | 4 ottobre 2010 ISBN 978-4-08-870115-8   | 4 giugno 2014 ISBN 978-88-6920-010-6    |
| 9  | Capitoli - 71. Fanno paura (恐ろしいもんやで?, Osoroshii mon ya de) - 72. Smettila di dire cose scontate (当たり前なこと言ってんじゃねーよ?, Atarimae na koto itten ja nē yo) - 73. Gliela farai pagare (返せ?, Kaese) - 74. Ho trovato questo (拾いました?, Hiroi mashita) - 75. Non mi sarei mai aspettato di vederti qui (こんな所で会うとはな?, Konna Tokoro de Au towa na) - 76. Un fratello maggiore (兄キかな?, Aniki kana) - 77. Mi sono deciso! (腹は決めた!!?, Hara wa kimeta!!) - 78. Unisciti a noi anche tu (ちょっとまざってけよ?, Chotto mazatteke yo) - 79. ...Alla Winter Cup! (ウインターカップで?, Uintā Kappu de) - 80. Sta' a vedere (見てて下さい?, Mitete kudasai)  |                                         |                                         |
| 10 | Andiamo 「始動!!!」 - Shidō!!! | 3 dicembre 2010 ISBN 978-4-08-870151-6  | 1º agosto 2014 ISBN 978-88-6920-088-5   |
| 10 | Capitoli - 81. Andiamo! (始動!!!?, Shidō!!!) - 82. Divertiamoci un po' (楽しんでこーぜ?, Tanoshinde kōze) - 83. Dichiarazione di guerra, per favore! (宣戦布告お願いします?, Sensenfukoku onegai shimasu) - 84. Ci siamo finalmente (やっとだろうが?, Yatto darō ga) - 85. Una volta è più che sufficiente (一度でたくさんだ?, Ichido de takusan da) - 86. C'è solo una risposta (答えは一つに決まっている?, Kotae wa hitotsu ni kimatte iru) - 87. È peggio di quanto pensassi (手強いなんてもんじゃねぇ?, Tegowai nante mon ja nee) - 88. Correre (走るぞ!!?, Hashiru zo!!) - 89. Sto aspettando (待ってたぜ?, Matteta ze)                                                               |                                         |                                         |

### Volumi 11-20
| Nº | Titolo italiano Giapponese 「Kanji」 - Rōmaji | Data di prima pubblicazione             | Data di prima pubblicazione             |
| Nº | Titolo italiano Giapponese 「Kanji」 - Rōmaji | Giapponese                              | Italiano                                |
| 11 | È la squadra di basket del liceo Seirin 「誠凛高校バスケ部だ!!」 - Seirin Kōkō Basuke-bu da!! | 4 marzo 2011 ISBN 978-4-08-870192-9     | 2 ottobre 2014 ISBN 978-88-6920-089-2   |
| 11 | Capitoli - 90. Avanti... è il momento del debutto (さぁ…お披露目よ！?, Saa...ohirome yo!) - 91. L'ho superato da un pezzo (とうの昔に超えている?, Tō no mukashi ni koeteiru) - 92. Game Over (試合終了?, Shiai shūryō) - 93. Contaci (望むところです?, Nozomu tokoro desu) - 94. Il momento di dare una pulita (お片付けといきますか！?, Okatazuke to ikimasu ka!) - 95. Creiamone uno (じゃあ創ろうぜ?, Jā tsukurō ze) - 96. Lascia perdere (諦めろ?, Akiramero) - 97. È la squadra di basket del liceo Seirin (誠凛高校バスケ部だ!!?, Seirin Kōkō Basuke-bu da!!) - 98. Grazie a Dio vi ho incontrato (出会えてよかった?, Deaete yokatta) - 99. Tornerò presto (すぐ戻る?, Sugu modoru) |                                         |                                         |
| 12 | È fiducia 「信頼だ」 - Shinrai da | 2 maggio 2011 ISBN 978-4-08-870222-3    | 3 dicembre 2014 ISBN 978-88-6920-211-7  |
| 12 | Capitoli - 100. Come potremmo non essere carichi al massimo? (燃えないわけがねーぜ?, Moenai wake ga nē ze) - 101. Ti batterò senza ombra di dubbio (必ず倒す?, Kanarazu taosu) - 102. Perciò, ho deciso (だからオレは決めたんだ?, Dakara ore wa kimetan da) - 103. Perderai (負けんぞ?, Maken zo) - 104. La trappola (それが罠や?, Sore ga wana ya) - 105. È fiducia (信頼だ?, Shinrai da) - 106. Ho proprio questa sensazione (そんな気がすんだ?, Sonna kiga sun da) - 107. Smettila di dire cazzate (ふざけるな?, Fuzakeru na) - 108. Sono stufo di aspettare (待ちくたびれたぜ?, Machi kutabireta ze)                                                                                  |                                         |                                         |
| 13 | Stavolta, sicuramente... 「今度はもう絶対に」 - Kondo wa mō zettai ni | 4 luglio 2011 ISBN 978-4-08-870258-2    | 3 febbraio 2015 ISBN 978-88-6920-267-4  |
| 13 | Capitoli - 109. È passato un po' di tempo (久しぶりだな?, Hisashiburi dana) - 110. Abbiate cura di noi! (よろしゅうたのむわ?, Yoroshū tanomu wa) - 111. Ci butteremo a capofitto! (このまま始めるわよ?, Kono mama hajimeru wa yo) - 112. Cominceremo la Winter Cup (ウインターカップを開会します?, Uintā Kappu wo kaikai shimasu) - 113. Vi ho fatto aspettare (待たせたね?, Mataseta ne) - 114. Stavolta, sicuramente... (今度はもう絶対に?, Kondo wa mō zettai ni) - 115. Andiamo in vantaggio (主導権とれ!!?, Shudōken tore!) - 116. Sarei deluso (心外です?, Shingai desu) - 117. Solo quando è al meglio! (絶好調の時だけだ!!?, Zekkōchō no toki dake da!!)                          |                                         |                                         |
| 14 | Questa volta... 「今度はオレが」 - Kondo wa ore ga | 4 ottobre 2011 ISBN 978-4-08-870295-7   | 2 aprile 2015 ISBN 978-88-6920-341-1    |
| 14 | Capitoli - 118. Odia perdere (負けず嫌いやからな?, Makezugirai yakara na) - 119. Proprio come pensavo (話が早くて助かるぜ?, Hanashi ga hayakute tasukaru ze) - 120. Uno sforzo inutile (無駄な努力だ?, Mudana doryoku da) - 121. Questa volta (今度はオレが?, Kondo wa orega) - 122. Potreste lasciarlo a me? (オレに任せてくれないすか?, Ore ni makasete kurenai suka) - 123. Sta fremendo di gioia (嬉しくてしょうがないと思います?, Ureshikute shoganai to omoimasu) - 124. Ti verrà un raffreddore (ただもう一度?, Tada mōichido) - 125. Il sorpasso! (逆転だよ!?, Gyakuten dayo!) - 126. Cerchiamo di essere amichevoli (仲良くしようや?, Nakayoku shiyō ya)                         |                                         |                                         |
| 15 | Io credo in lui 「信じてますから」 - Shinjitemasukara | 2 dicembre 2011 ISBN 978-4-08-870317-6  | 3 giugno 2015 ISBN 978-88-6920-390-9    |
| 15 | Capitoli - 127. Non hanno altre opzioni (万策尽きた?, Bansaku tsukita) - 128. Vinceremo ora! (今勝つんだ！?, Ima katsun da!) - 129. Meglio che perdere qui (ここで負けるよりマシです?, Kokode makeru yori mashi desu) - 130. L'ultimo quarto! (最終第4Q!!!?, Saishū dai yon kuōtā!) - 131. Si, ho fiducia (信じてるぜ?, Shinjiteru ze) - 132. Fermare Aomine è impossibile (青峰君を止めることはできません?, Aominekun wo tomerukoto wa dekimasen) - 133. Ti sono debitore (感謝するぜ?, Kansha suru ze) - 134. Nonostante tutto, il numero uno (それでも最強は?, Soredemo saikyo wa) - 135. Io credo in lui (信じてますから?, Shinjitemasu kara)                                         |                                         |                                         |
| 16 | Tempo scaduto! 「試合終了！！」 - Shiai shuryo | 2 marzo 2012 ISBN 978-4-08-870372-5     | 5 agosto 2015 ISBN 978-88-6920-472-2    |
| 16 | Capitoli - 136. Vincerò a tutti i costi! (絶対勝つ！！?, Zettē katsu!!) - 137. Come se potessi perdere! (負けるかよ?, Makerukayo) - 138. Credo in... (信じてるのは?, Shinjiteru no wa) - 139. Tempo scaduto! (試合終了！！?, Taimu appu!!) - 140. Grazie (本当によかった?, Hontō ni yokatta) - 141. Piacere di conoscervi (よろしくな！?, Yoroshiku na) - 142. Per favore, insegnami... (教えてください?, Oshiete kudasai) - 143. Non è semplice (軽いものなはずないだろう?, Karui mono na hazu nai darō) - 144. Sarà divertente (楽しみじゃい?, Tanoshimi jai) |                                         |                                         |
| 17 | Palla a due 「試合開始！！」 - Tippu Ofu!! | 4 aprile 2012 ISBN 978-4-08-870404-3    | 2 settembre 2015 ISBN 978-88-6920-491-3 |
| 17 | Capitoli - 145. Palla a due! (試合開始！！?, Tippu Ofu!!) - 146. Fermiamoli! (止めよーかい?, Tomeyō kai) - 147. Proteggerò (オレが守る！！?, Orega mamoru!!) - 148. Primo canestro (初得点！！?, Hatsutokuten!!) - 149. Non si può difendere con uno stuzzicadenti (付け焼刃じゃ張れねーよ?, Tsukeyakiba ja harenē yo) - 150. Ci pensiamo noi! (まかせとけ！！?, Makasetoke!!) - 151. Voglio farlo a pezzi (叩きつぶしたいんだよ?, Tataki tsubushitai n dayo) - 152. Infrangere lo scudo di Egida (絶対防御破りだ?, Ēgisu no tate yaburi da) - 153. È ovvio (決まってらぁ?, Kimatterā) |                                         |                                         |
| 18 | Meno male che ho continuato a giocare 「やっててよかったよ」 - Yattete yokattayo | 4 luglio 2012 ISBN 978-4-08-870430-2    | 4 novembre 2015 ISBN 978-88-6920-552-1  |
| 18 | Capitoli - 154. Ho capito! (わかったぜ．．．！！?, Wakatta ze...!!) - 155. Le distruggerò tutte (ヒネリつぶしてやるよ?, Hineri tsubushite yaru yo) - 156. Si frantuma! (ただのゴミだ?, Tadano gomi da) - 157. Per favore, vinci (勝ってくれ?, Katte kure) - 158. Non voglio perdere (負けたくない！?, Maketaku nai!) - 159. Dove è andato!? (どこいった！？?, Doko itta!?) - 160. Meno male che ho continuato a giocare (やっててよかったよ?, Yattete yokatta yo) - 161. Ci stai sottovalutando (なめてるっつーんだよ！?, Nameteru ttsūn da yo!) - 162. Chi sei? (あんた誰？?, Anta dare?)                                                                                                |                                         |                                         |
| 19 | La stella del Seirin 「誠凛のエース（光）」 - Seirin no hikari | 4 settembre 2012 ISBN 978-4-08-870499-9 | 2 dicembre 2015 ISBN 978-88-6920-587-3  |
| 19 | Capitoli - 163. La stella del Seirin (誠凜のエース（光）?, Seirin no hikari) - 164. Qualcosa di interessante da vedere (見物だぜ?, Mimonodaze) - 165. Ora basta (もういいや?, Mō ii ya) - 166. Vinceremo! (勝つ！！！?, Katsu!!!) - 167. Farcela o morire! (正念場だ！！?, Shōnenba da!) - 168. È finita! (終わりだ！！?, Owari da!!) - 169. Perciò, è così che stanno le cose (そーゆーことだろ?, Sōyū koto daro) - 170. Sto solo passando il tempo (ただのヒマつぶしだ?, Tadano himatsubushi da) - 171. Ora, è mia (俺のもんだ?, Ore no mon da) |                                         |                                         |
| 20 | Non lo so 「オレは知らない」 - Ore ha shira nai | 4 dicembre 2012 ISBN 978-4-08-870535-4  | 2 gennaio 2016 ISBN 978-88-6920-632-0   |
| 20 | Capitoli - 172. Non metterti in mezzo...! (ジャマすんじゃねーよ．．．！?, Jamasun'n janē yo...!) - 173. Lascia perdere (やめとけよ?, Yametoke yo) - 174. Va bene, lo prendo (もらっとくわ?, Morattoku wa) - 175. Ti insegnerò... (教えてやる?, Oshite yaru) - 176. Tutto qua (それだけのことだよ?, Soredake no kotoda yo) - 177. Non lo so (オレは知らない?, Ore wa shiranai) - 178. Presto lo capirai (すぐにわかるよ?, Sugu ni wakaru yo) - 179. Non si sono ancora arresi (諦めていません?, Akiramete imasen) - 180. Vi assomigliano (似てんなお前らと?, Nitenna omaera to) |                                         |                                         |

### Volumi 21-30
| Nº | Titolo italiano Giapponese 「Kanji」 - Rōmaji | Data di prima pubblicazione            | Data di prima pubblicazione              |
| Nº | Titolo italiano Giapponese 「Kanji」 - Rōmaji | Giapponese                             | Italiano                                 |
| 21 | La vera luce 「真の光」 - Shin no hikari | 4 febbraio 2013 ISBN 978-4-08-870618-4 | 2 marzo 2016 ISBN 978-88-6920-839-3      |
| 21 | Capitoli - 181. Li darò a voi (差し出そう?, Sashidasō) - 182. Non ci arriverai (届かない?, Todokanai) - 183. Andiamo (さあ行こう?, Sā ikō) - 184. Colpire per primi per garantirci la vittoria! (先手必勝!?, Sente hisshō!) - 185. Non riesco a fare a meno di sorridere (笑っちゃいますね?, Waratcha imasu ne) - 186. È il tuo momento di brillare! (出番よ!?, Deban yo!) - 187. Hai dei compagni, ricordalo (仲間がいるでしょーが?, Chīmumeito ga irudeshō ga) - 188. È inutile dire altro (言うだけヤボだ?, Iu dake yaboda) - 189. La vera luce (真の光?, Shin no hikari) |                                        |                                          |
| 22 | Non ci sottovalutate 「私たちを過小評価しないで下さい！」 - Watashitachi o kashō hyōka shinaide kudasai! | 2 maggio 2013 ISBN 978-4-08-870649-8   | 4 maggio 2016 ISBN 978-88-6920-902-4     |
| 22 | Capitoli - 190. Ecco perché darò il massimo (だから全力でやる?, Dakara zenryoku de yaru) - 191. Ti vedo (丸見えだぜ?, Marumieda ze) - 192. Hai qualche lamentela? (なんか文句あんのか ?, Nanka monkuan no ka) - 193. Non ci sottovalutate! (ナメんじゃねぇ!!?, Name'n janē!!) - 194. Per vincere (勝った目に?, Katta me ni) - 195. È il momento chiave (最高潮だ?, Kuraimakkusu da) - 196. Non possiamo abbassare la guardia (一瞬も気は抜けなそーだ?, Isshun mo ki wa nukena sō da) - 197. Verranno divorati (飲み込まれるぞ?, Nomikoma reruzo) - 198. Stavolta... (今度こそ?, Kondo koso) |                                        |                                          |
| 23 | Un giorno con il cielo blu 「青い空の日」 - Aoi sora no hi | 2 agosto 2013 ISBN 978-4-08-870785-3   | 6 luglio 2016 ISBN 978-88-226-0114-8     |
| 23 | Capitoli - 199. Un'impresa (至難の業だ?, Shinan no waza da) - 200. Ho trovato la risposta (答えは出ました?, Kotae wa demashita) - 201. Tutto secondo il piano (狙い通りだよ?, Nerai-dōrida yo) - 202. Non avrei mai pensato... (思いませんでした?, Omoimasendeshita) - 203. È un giocatore incredibile (最高の選手です?, Saikō no senshu desu) - 204. Un giorno con il cielo blu (「青い空の日」?, Aoi sora no hi) - 205. Non so più... (わからないんです?, Wakaranai'n desu) - 206. Sta solo a lui (彼しだいさ?, Kare-shidai sa) - 207. Benvenuto (ようこそ?, Yōkoso) |                                        |                                          |
| 24 | Andiamo 「行こうぜ」 - Ikōze | 4 ottobre 2013 ISBN 978-4-08-870819-5  | 1º settembre 2016 ISBN 978-88-226-0297-8 |
| 24 | Capitoli - 208. Sto bene (大丈夫です?, Daijōbu desu) - 209. Puoi farcela (できるさ!?, Dekiru-sa!) - 210. Lo sapevo... (わかってたこった?, Wakatteta kotta) - 211. Lo vedrai (じゃーな?, Jā'na) - 212. Mi sento imbattibile (負ける気がしねぇ?, Makeru ki ga shinē) - 213. Il leone ed il coniglio (獅子搏兎?, Shishi hakuto) - 214. Non vedo l'ora (楽しみだ!?, Tanoshimida!) - 215. Facciamo del nostro meglio (がんばりましゃう?, Ganbari mashau) - 216. Scusami (・・・ワリィ?, ...Warī) - 217. Andiamo (行こうぜ?, Ikōze) |                                        |                                          |
| 25 | Cos'è la vittoria? 「勝利ってなんですか?」 - Shōritte nandesu ka? | 4 dicembre 2013 ISBN 978-4-08-870851-5 | 2 novembre 2016 ISBN 978-88-226-0361-6   |
| 25 | Capitoli - 218. Anche se è solo per ora... (せめて今だけでも?, Semete ima dake demo) - 219. Grazie mille (ありがとうございます?, Arigatōgozaimasu) - 220. Nemmeno ricordo (忘れちまった?, Wasure chimatta) - 221. Te... Tsu... Ya (テツヤ?, Tetsuya) - 222. Non possiamo più (僕らはもう?, Bokura wa mō) - 223. Sono uno stronzo (・・・・・・最低です?, ......Saitei desu) - 224. Li... invidio (・・・いいなぁ?, ...Ī nā) - 225. Che vuoi? (何か用か??, Nani ka yō ka?) - 226. Cos'è la vittoria? (勝利ってなんですか??, Shōritte nandesu ka?) - 227. Sono Kuroko (黒子はボクです?, Kuroko wa boku desu) |                                        |                                          |
| 26 | L'ultima palla a due! 「決勝戦試合開始!!」 - Fainaru Tippu Ofu!! | 4 marzo 2014 ISBN 978-4-08-880025-7    | 4 gennaio 2017 ISBN 978-88-226-0440-8    |
| 26 | Capitoli - 228. Siamo stati amici per tutto il tempo (とっくに仲間だろーが?, Tokku ni sōdarō ga) - 229. Vado (行ってきます?, Ittekimasu) - 230. Sfida accettata (受けてやろう?, Ukete yarou) - 231. Si comincia (始めます?, Hajimemasu) - 232. L'ultima palla a due! (決勝戦試合開始!!?, Fainaru Tippu Ofu!!) - 233. Forse però, non è proprio una cosa positiva (やばくねーか??, Yabaku nē ka?) - 234. Ora o mai più (待ったなしゃ?, Matta'nasha) - 235. Non poteva andargli meglio (最高じゃねーの??, Saikō janē no?) - 236. Siamo stati... bloccati!? (破られた・・・!??, Yaburareta...!?) |                                        |                                          |
| 27 | Non ci sarà alcun miracolo 「奇跡は起きない」 - Kiseki wa okinai | 2 maggio 2014 ISBN 978-4-08-880057-8   | 1º marzo 2017 ISBN 978-88-226-0512-2     |
| 27 | Capitoli - 237. Non pensate di essere un po' ingenui? (甘いんじゃない??, Amai'n janai?) - 238. Sbaglio o assomiglia a...? (そっくりじゃねぇか?, Sokkuri janē ka) - 239. Sono più che soddisfatto di te (気に入った?, Kiniitta) - 240. Super serio (大マジメさ?, Dai majime-sa) - 241. È davvero frustrante (悔しいよ・・・?, Kuyashī yo...) - 242. Ti mostrerò qualcosa di carino ♥ (いいもの見せてア・ゲ・ル♡?, Ī mono misete A.GE.RU ♡) - 243. Ho già vinto (私の勝ちね?, Watashi no kachi ne) - 244. È un brutto segno (アカンやろ?, Akan yaro) - 245. Non ci sarà alcun miracolo (奇跡は起きない?, Kiseki wa okinai) |                                        |                                          |
| 28 | Il peso della determinazione 「覚悟の重さ」 - Kakugo no omo-sa | 4 luglio 2014 ISBN 978-4-08-880136-0   | 1º giugno 2017 ISBN 978-88-226-0588-7    |
| 28 | Capitoli - 246. Non è abbastanza (まだだよ?, Madada yo) - 247. Non l'accetto (いやだ?, Iyada) - 248. Non me la sento ancora di cederlo (まだゆずる気はありません?, Mada yuzuru ki wa arimasen) - 249. Abbiamo appena cominciato (こっからだぜ?, Kokkarada ze) - 250. Il peso della determinazione (覚悟の重さ?, Kakugo no omo-sa) - 251. Posso ancora utilizzarti (まだ必要だ?, Mada hitsuyō da) - 252. Una volta un ente mi ha detto... (ラクダが言いました?, Rakuda ga iimashita) - 253. Lasciatelo a me (任せてくれ?, Makasete Kure) - 254. Non posso eguagliarti (敵わない?, Kanawanai) |                                        |                                          |
| 29 | Fermerò questo tiro a tutti i costi 「絶対止めてやる」 - Zettai tomete yaru | 3 ottobre 2014 ISBN 978-4-08-880174-2  | 2 agosto 2017 ISBN 978-88-226-0653-2     |
| 29 | Capitoli - 255. Devo fare del mio meglio (これでも必死だよ?, Kore demo hisshida yo) - 256. Sto facendo tutto quello che posso (これでも必死だよ?, Kore demo hisshida yo) - 257. Fatti sotto, Rakuzan! (行くぜ洛山!!?, Ikuze Rakuzan!!) - 258. Non possiamo più fermarti (もう止めねーよ?, Mō tomenē yo) - 259. Fermerò questo tiro a tutti i costi (絶対止めてやる?, Zettai tomete yaru) - 260. Un avvertimento (忠告だ?, Chūkokuda) - 261. È abbastanza (十分だろ?, Jūbundaro) - 262. Perché non ti arrendi? (諦めませんか?, Akiramemasen ka) - 263. Vi prego, fermate Akashi! (赤司を止めてくれぇ!!?, Akashi o tomete kurē!!) |                                        |                                          |
| 30 | Tutte le volte che vogliamo... 「何度でも」 - Nando demo | 4 dicembre 2014 ISBN 978-4-08-880211-4 | 3 ottobre 2017 ISBN 978-88-226-0724-9    |
| 30 | Capitoli - 264. È la prima volta? (初めてじゃないかな?, Hajimete janai ka na) - 265. Non possiamo permetterci questo lusso (そんな余裕はないですから?, Son'na yoyū wanaidesu kara) - 266. Chi sei? (誰だお前?, Dareda omae) - 267. Ne è passato di tempo, eh? (久しぶりだね?, Hisashiburida ne) - 268. Come cavolo possiamo affrontare questa cosa? (どうすりゃいいんだ?, Dō surya iinda) - 269. Non arrendetevi! (諦めるな!!?, Akirameru na!!) - 270. Sei sempre stato tu, eh? (お前だったんじゃねーか?, Omae dattan janē ka) - 271. Riprovateci tra 100 anni (百年早い?, Hyaku-nen hayai) - 272. Rischiamo tutto! (すべてを懸けろ!!?, Subete o kakero!!) - 273. È l'ultima azione (これが最後のプレイだ?, Kore ga saigo no purei da) - 274. Tempo scaduto (試合終了?, Taimu Appu) - 275. Tutte le volte che vogliamo... (何度でも?, Nando demo) |                                        |                                          |

## Kuroko's Basket: Extra Game
| 1 | 4 settembre 2015 | ISBN 978-4-08-880538-2 | 1º dicembre 2017 | ISBN 978-88-226-0785-0 |
| 1 | Capitoli - 1. (派手にいこうぜ!?, Hade ni Ikou ze!) - 2. (首を洗って待ってろ?, Kubi o aratte mattero) - 3. (そろそろ教えてやるか?, Sorosoro oshiete yaru ka) - 4. (まだ手はある?, Mada te wa aru) |                        |                  |                        |
| 2 | 2 maggio 2016 | ISBN 978-4-08-880676-1 | 1º febbraio 2018 | ISBN 978-88-226-0866-6 |
| 2 | Capitoli - 5. Adesso lascia fare a me! (あとはまかせろ?, Ato wa makasero) - 6. Noi segniamo tre punti alla volta! (こっちは3点ずつだ?, Kotchi wa san-ten zutsuda) - 7. Vincere anche a costo di morire (死んでも勝つだけだし?, Shindemo katsu dakedashi) - 8. Vinceremo assolutamente! (絶対に勝つ!!?, Zettai ni katsu!!) Kuroko's Basket after Winter Cup |                        |                  |                        |

## Kuroko's Basket: Replace Plus
| 1  | 4 giugno 2015 | ISBN 978-4-08-880414-9 | 6 febbraio 2019   | ISBN 978-88-226-1246-5 |
| 1  | Capitoli - 1. (わりと騒がしい帝光中学校の放課後①?, Wari to sawagashī Teikō chūgakkō no hōkago 1 Dopo la scuola alla Teiko Junior High School, che è piuttosto rumorosa 1) - 2. (わりと騒がしい帝光中学校の放課後②?, Wari to sawagashī Teikō chūgakkō no hōkago 2 Dopo la scuola alla Teiko Junior High School, che è piuttosto rumorosa 2) - 3. (わりと騒がしい帝光中学校の放課後③?, Wari to sawagashī Teikō chūgakkō no hōkago 3 Dopo la scuola alla Teiko Junior High School, che è piuttosto rumorosa 3) - 4. (海常高校青春白書 ～夏休みはまだ終わらせない～?, Kaijō kōkō seishun hakusho ~Natsuyasumi wa mada owarasenai~) |                        |                   |                        |
| 2  | 4 novembre 2015 | ISBN 978-4-08-880562-7 | 10 aprile 2019    | ISBN 978-88-226-1331-8 |
| 2  | Capitoli - 5. (誠凛高校バスケ部、最大の危機？?, Seirin kōkō basuke-bu, saidai no kiki?) - 6. (海常高校青春日書 〜夏休みはまだまだ終わらせない〜?, Kaijōkōkō seishun-bi-sho 〜Natsuyasumi wa madamada owarasenai〜) - 7. (恐怖！山合宿の悲劇！①?, Kyōfu! Yama gasshuku no higeki! ①) - 8. (恐怖！山合宿の悲劇！②?, Kyōfu! Yama gasshuku no higeki! ②) - 9. (恐怖！山合宿の悲劇！③?, Kyōfu! Yama gasshuku no higeki! ③) |                        |                   |                        |
| 3  | 2 maggio 2016 | ISBN 978-4-08-880682-2 | 10 luglio 2019    | ISBN 978-88-226-1468-1 |
| 3  | Capitoli - 10. (Welcome to 帝光祭! ①?, Welcome to Teikō-sai! ①) - 11. (Welcome to 帝光祭! ②?, Welcome to Teikō-sai! ②) - 12. (Welcome to 帝光祭! ③?, Welcome to Teikō-sai! ③) - 13. (Welcome to 帝光祭! ④?, Welcome to Teikō-sai! ④) - 14. (Welcome to 帝光祭! ⑤?, Welcome to Teikō-sai! ⑤) - 15. (Welcome to 帝光祭! ⑥?, Welcome to Teikō-sai! ⑥) |                        |                   |                        |
| 4  | 2 settembre 2016 | ISBN 978-4-08-880787-4 | 11 settembre 2019 | ISBN 978-88-226-1525-1 |
| 4  | Capitoli - 16. (Welcome to 帝光祭! ⑦?, Welcome to Teikō-sai! ⑦) - 17. (緑間 真太郎氏の極めて 不幸な一日 ①?, Midorima Shintarō no kiwamete fukōna tsuitachi ①) - 18. (緑間 真太郎氏の極めて 不幸な一日 ②?, Midorima Shintarō no kiwamete fukōna tsuitachi ②) |                        |                   |                        |
| 5  | 2 dicembre 2016 | ISBN 978-4-08-880837-6 | 13 novembre 2019  | ISBN 978-88-226-1630-2 |
| 5  | Capitoli - 19. (仁義なきアルバイト ～火神は死ななきゃ治らない～①?, Jingi naki arubaito ~ Kagami wa shinanakya naoranai ~①) - 20. (仁義なきアルバイト ～火神は死ななきゃ治らない～②?, Jingi naki arubaito ~ Kagami wa shinanakya naoranai ~②) - 21. (桐皇学園の眠れない夜?, Tōō Gakuen no nemurenai yoru) |                        |                   |                        |
| 6  | 3 giugno 2017 | ISBN 978-4-08-881041-6 | 12 febbraio 2020  | ISBN 978-88-226-1694-4 |
| 7  | 4 ottobre 2017 | ISBN 978-4-08-881236-6 | 8 luglio 2020     | ISBN 978-88-226-1816-0 |
| 8  | 2 marzo 2018 | ISBN 978-4-08-881310-3 | 11 novembre 2020  | ISBN 978-88-226-2020-0 |
| 9  | 2 maggio 2018 | ISBN 978-4-08-881421-6 | 10 marzo 2021     | ISBN 978-88-226-2192-4 |
| 10 | 4 luglio 2018 | ISBN 978-4-08-881530-5 | 12 maggio 2021    | ISBN 978-88-226-2296-9 |